# Карповецька волость
Карповецька волость — адміністративно-територіальна одиниця Житомирського повіту Волинської губернії з центром у селі Карпівці.
Станом на 1885 рік складалася з 6 поселень, 5 сільських громад. Населення — 5797 осіб (2940 чоловічої статі та 2857 — жіночої), 707 дворових господарств.
|                     | Площа, дес. | У тому числі орної, десятин |
| ------------------- | ----------- | --------------------------- |
| Сільських громад    | 6287        | 5017                        |
| Приватної власності | 9177        | 2983                        |
| Казенної власності  | —           | —                           |
| Іншої власності     | 323         | 163                         |
| Загалом             | 15787       | 8163                        |

Основні поселення волості:
- Карпівці — колишнє власницьке село при річці Тетерів за 60 верст від повітового міста, 1371 особа, 209 дворів, православна церква, католицька каплиця, постоялий будинок, лавка, 2 водяних млини. За 5 верст — залізнична станція Вільшанка.
- Бабушки — колишнє власницьке село, 700 осіб, 116 дворів, православна церква, постоялий будинок.
- Бейзимівка — колишнє власницьке село, 492 особи, 62 двори, православна церква, постоялий будинок, водяний млин.
- Волосівка — колишнє власницьке село при річці Тетерів, 667 осіб, 73 двори, православна церква, постоялий будинок, 2 водяних млини.
- Троща — колишнє власницьке село при річці Тетерів, 1402 особи, 217 дворів, православна церква, школа, постоялий будинок, лавка, водяний і кінний млини.